# Football Club Flora 2016
Questa voce raccoglie le informazioni riguardanti il Football Club Flora Tallinn nelle competizioni ufficiali della stagione 2016.

## Stagione
- In campionato il Flora Tallinn termina al quarto posto (73 punti) dietro a Infonet (80), Levadia Tallinn (78) e Kalju Nõmme (75).
- In coppa nazionale viene eliminato agli ottavi di finale dal Kalju Nõmme (1-0).
- In supercoppa nazionale vince 3-0 contro il Kalju Nõmme e conquista per la 9ª volta l'Eesti Superkarikas.
- In Champions League viene eliminato al primo turno dai gibilterrini del Lincoln Red Imps (2-3 complessivo).

## Maglie e sponsor
La divisa casalinga era composta da una maglia verde con bordi bianchi, pantaloncini bianchi e calzettoni verdi con rifiniture bianche. Quella da trasferta era invece composta da una maglia bianca con bordi neri, pantaloncini neri e calzettoni bianchi con rifiniture nere.
| Casa | Trasferta |

## Rosa
| N. |                    | Ruolo | Calciatore           |
| -- | ------------------ | ----- | -------------------- |
| 1  | Estonia (bandiera) | P     | Magnus Karofeld      |
| 3  | Estonia (bandiera) | D     | Jan Kokla            |
| 4  | Estonia (bandiera) | D     | Kevin Aloe           |
| 5  | Estonia (bandiera) | D     | Janar Õunap          |
| 6  | Estonia (bandiera) | C     | German Šlein         |
| 7  | Estonia (bandiera) | C     | Andre Frolov         |
| 8  | Estonia (bandiera) | A     | Hannes Anier         |
| 9  | Estonia (bandiera) | A     | Rauno Alliku         |
| 10 | Estonia (bandiera) | C     | Brent Lepistu        |
| 11 | Estonia (bandiera) | C     | Rauno Sappinen       |
| 13 | Estonia (bandiera) | D     | Joosep Juha          |
| 16 | Estonia (bandiera) | D     | Markus Jürgenson     |
| 17 | Estonia (bandiera) | C     | Roman Sobtšenko      |
| 19 | Estonia (bandiera) | D     | Gert Kams (capitano) |

| N. |                      | Ruolo | Calciatore            |
| -- | -------------------- | ----- | --------------------- |
| 20 | Estonia (bandiera)   | C     | Maksim Gussev         |
| 21 | Estonia (bandiera)   | D     | Madis Vihmann         |
| 22 | Estonia (bandiera)   | D     | Nikita Baranov        |
| 27 | Estonia (bandiera)   | C     | Joseph Saliste        |
| 29 | Finlandia (bandiera) | A     | Sakari Tukiainen      |
| 31 | Estonia (bandiera)   | A     | Joonas Tamm           |
| 33 | Estonia (bandiera)   | P     | Richard Aland         |
| 38 | Estonia (bandiera)   | C     | Karl-Eerik Luigend    |
| 49 | Georgia (bandiera)   | C     | Zakaria Beglarishvili |
| 50 | Estonia (bandiera)   | A     | Erik Sorga            |
| 57 | Estonia (bandiera)   | C     | Mihkel Ainsalu        |
| 72 | Estonia (bandiera)   | C     | Herol Riiberg         |
| 73 | Estonia (bandiera)   | P     | Mait Toom             |
| 99 | Estonia (bandiera)   | A     | Albert Prosa          |